# Philip Selway
Philip James Selway (Abingdon-on-Thames, 23 de maio de 1967), também conhecido como Phil Selway, é o baterista da banda de rock alternativo inglesa Radiohead, com a qual foi introduzido no Rock and Roll Hall of Fame em 2019.
Perdeu a mãe durante a turnê da banda em maio de 2006. A banda cancelou alguns dos shows previstos para que Phil pudesse acompanhar seus familiares, retornando em agosto a Amsterdã para realizar os shows cancelados.

## Discografia

### Álbuns de estúdio
| Título       | Detalhes                                                                                       | Paradas | Paradas  | Paradas  |
| Título       | Detalhes                                                                                       | GBR     | EUA Folk | EUA Heat |
| ------------ | ---------------------------------------------------------------------------------------------- | ------- | -------- | -------- |
| Familial     | - Lançamento: 30 de agosto de 2010 (GBR) - Gravadora: Bella Union - Formatos: CD, LP, download | 185     | 8        | 7        |
| Weatherhouse | - Lançamento: 6 de outubro de 2014 (GBR) - Gravadora: Bella Union - Formatos: CD, LP, download | —       | 25       | —        |